# Ricciotti Garibaldi jr
Ricciotti Garibaldi jr   (Roma, 24 de novembre de 1881 - Roma, 14 de setembre de 1951) fou un militar i agent secret italià. Net de Giuseppe Garibaldi i fill de Ricciotti Garibaldi, lluità a la Primera Guerra Mundial.
Durant els Fets de Prats de Molló el 1926, en què Francesc Macià intentà envair Catalunya, Ricciotti Garibaldi liderà un grup d'italians anarquistes i antifeixistes que se li havien unit per donar-li suport. Però Ricciotti en realitat era un confident de la policia italiana de Mussolini i delatà a Macià. Així la gendarmeria francesa aturà l'intent d'invasió. En el judici per aquells fets el gener de 1927, fou condemnat a dos mesos de presó i cent francs de multa, la mateixa condemna que rebé Macià.